# طوابع البريد والتاريخ البريدي لباكستان

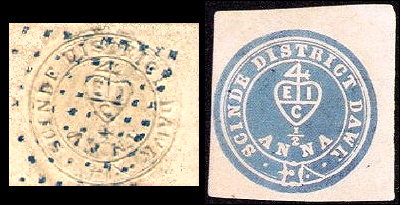
طابعي سيندي داوك باللونين الأبيض والأزرق.

طوابع البريد الباكستانية هي تلك التي صدرت منذ استقلال باكستان في عام 1947. أصدر البريد الباكستاني أكثر من 600 مجموعة وطابع فردي بإجمالي أكثر من 1300 طابع. بعد استقلال باكستان مباشرة في عام 1947، كانت الحكومة الباكستانية الجديدة منشغلة بإنشاء الحكومة، لذا استمر استخدام الطوابع البريطانية الهندية دون طبعة إضافية كما كانت الممارسة في بلدان أخرى.
يعود تاريخ طوابع البريد في المنطقة إلى عام 1852، عندما أصبح السير بارتل فرير من شركة الهند الشرقية البريطانية المفوض الرئيسي للسند في عامي 1851 و1852. وعلى غرار النموذج البريطاني الذي وضعه رولاند هيل، قام بارتل فرير بتحسين عمليات النظام البريدي في السند، حيث قدم سعرًا رخيصًا وموحدًا للرسوم البريدية (بغض النظر عن المسافة المقطوعة) وبدأ إنتاج طوابع سيندي داوك (بالسندية: سندي ڊاڪ). أصبحت هذه الطوابع بمثابة طوابع سابقة ‏ (forerunners) للطوابع اللاصقة التي سيتم استخدامها في جميع أنحاء الهند وبورما ومستوطنات المضيق وغيرها من المناطق التي تسيطر عليها شركة الهند الشرقية البريطانية. وتوقف استخدامها مع تقديم الطوابع البريطانية الهندية الرسمية في عام 1854.

## تاريخ

### 1947 إلى 1971
عند الاستقلال في أغسطس 1947، ورثت البلاد نظامًا بريديًا مقسمًا (شرقيًا وغربيًا) أنشأه البريطانيون. بدأ النظام الجديد في العمل بموجب قانون البريد المعدل رقم 6 لعام 1898. كان مكتب البريد جزءًا من إدارة البريد والتلغراف المشتركة التابعة لوزارة الاتصالات. على الرغم من أن مكتب المدير العام للبريد أصبح جاهزًا للعمل في لاهور اعتبارًا من 15 أغسطس 1947، إلا أن الحكومة التي تم تشكيلها حديثًا كانت مشغولة جدًا بتأسيس نفسها، لذلك استمر استخدام الطوابع البريطانية الهندية بدون طبعة إضافية كما كانت الممارسة في بلدان أخرى.
في الأول من أكتوبر عام 1947، أصدرت الحكومة طوابعها الأولى، والتي كانت من سلسلة طوابع الملك جورج السادس البريطانية الصادرة في الأربعينيات من القرن العشرين، والتي تحمل كلمة "باكستان". تعرف هذه الطوابع باسم "طوابع ناسك" (Nasik Overprints)، نسبةً إلى المكان القريب من مومباي في الهند، حيث تم طباعتها، وتتكون هذه السلسلة من 19 طابعًا. وقد استخدمت هذه الطوابع أيضًا في بعض دول الخليج، سواء بشكل رسمي أو غير رسمي. في وقت الاستقلال، كان النظام البريدي لبعض هذه المناطق يُدار من كراتشي، وبالتالي، أصبحت مسؤولية الحكومة الجديدة. رسميًا، تم استخدام هذه الطوابع في سلطنة مسقط وعمان ومحميتها في جوادر (على ساحل بلوشستان الباكستاني) ودبي. استخدمت مسقط هذه الطوابع لمدة ثلاثة أشهر فقط، من 29 ديسمبر 1947 إلى 31 مارس 1948. استخدم غوايدر هذه الطوابع بالإضافة إلى طوابع تذكارية أخرى حتى عام 1958. بينما استخدمت دبي هذه الطوابع من أكتوبر 1947 حتى نهاية مارس 1948.
في نوفمبر 1947، انضمت باكستان إلى الاتحاد البريدي العالمي كعضو رقم 89. وبعد تسعة أشهر، في 9 يوليو 1948، أصدرت الحكومة أول مجموعة تذكارية بمناسبة الذكرى السنوية الأولى للبلاد، وكانت تتكون من 4 طوابع. تم نقش عبارة "15 أغسطس 1947" على الطوابع بسبب الالتباس السائد حول التاريخ الذي كان يمثل تاريخ استقلال باكستان الفعلي. ولم يتم حلّ هذا الالتباس إلا في أوائل عام 1949، عندما تم إعلان 14 أغسطس كيوم الاستقلال. كان إلغاء هذا الإصدار في اليوم الأول هو أول طابع بريدي مُصوَّر خاص بالبلاد.
شهد يوم 14 أغسطس 1948 إصدار أول مجموعة نهائية مكونة من 20 طابعًا. تصور هذه المجموعة ميزان العدالة (3)؛ والهلال والنجمة (3)؛ وسد لويدز (سد سوكور الآن) (3)؛ ومبنى ميناء كراتشي (5)؛ ونُزُل سليم الله، وجامعة دكا (الآن في بنغلاديش) (3) وممر خيبر (3). وقد تم سحبها من البيع في 1 يناير 1961.
تم الاحتفال بمرور مئة عام على طوابع "سند داوكس" في عام 1952 من خلال إصدار مجموعة من طابعين. وقد عرضت هذه الطوابع الطوابع الأصلية بالإضافة إلى التقدم الذي أحرزته في مجال النقل منذ إصدارها.
حتى الآن، أصدرت السلطات أربع كتيبات فقط، مع إصدار واحد فقط بانتظام، تم إصداره في عام 1956. صدر أول كتيب في 23 مارس 1956، وكان أيضًا المرة الوحيدة التي رعت فيها شركة خاصة، في هذه الحالة (Atco Industries)، الشركة المصنعة لخلايا بطاريات (Alladin)، كتيبًا بريديًا. احتوى الكتيب على 24 طابعًا من فئتين، 6 باي و1 ½ آنة، من مجموعة الذكرى السابعة لعام 1954. كان كل جزء مفصولًا بواسطة ورق زبدة. كان سعر الكتيب 1/8 روبية، وتم طباعة 10,000 كتيب.

#### تغيير العملة
في عام 1961، قررت الحكومة إدخال العملة العشرية إلى البلاد. وقد استلزم هذا الأمر فرض رسوم إضافية على الطوابع لتعكس هذا التغيير. تم اختيار ستة طوابع من إصدارات مختلفة وتم طباعتها بالفئات التالية: 1 بيسة، 2 بيسة، 3 بيسة، 7 بيسة، 13 بيسة (تصميمان). تم تقسيم طباعتهم بين مطبعتين محليتين، كلاهما مقرهما في كراتشي: "شركة باكستان للطباعة الأمنية" (PSPC) و"تايم بريس" (Time Press)، كراتشي. استخدمت "تايمز بريس" العديد من الألواح للطباعة، مما أدى إلى ظهور تنوعات وتحولات. كما تم طباعة طوابع الخدمة مع رسوم إضافية عشرية من قبل نفس الطابع. توجد "مُزوّرات" (طوابع تم إنتاجها بشكل غير قانوني أو مزيف لتشبه الطوابع الأصلية) في هذا الإصدار بأعداد كبيرة لدرجة أنها تجعل الشخص العادي يظن أن هناك أخطاء وتنوعات أكثر مما هي في الواقع. في طوابع الخدمة بفئة 2 بيسة، تشمل الأخطاء مثل كتابة كلمة "خدمة" (service) على الجهة الأمامية، و"الرسوم الإضافية" (surcharge) على جانب الصمغ، وهي مزورّات.

#### قسم مستقل
في يوليو 1962، قامت الحكومة بتقسيم الإدارة القديمة، ووضعت الخدمة البريدية بشكل مستقل تحت إشراف وزارة الاتصالات.
لتسريع فرز البريد، قام مكتب البريد خلال ستينيات القرن العشرين بتثبيت خمس آلات فرز كهرومغناطيسية من نوع (Thrisell) في كراتشي ولاهور. ومع ذلك، توقف استخدامها خلال ثمانينيات القرن العشرين.

### من 1972 حتى الآن
كان عام 1972 بمثابة بداية فترة جديدة في تاريخ البريد في البلاد، حيث فقدت الجناح الشرقي للبلاد في حرب عام 1971، وتشكلت دولة بنغلاديش الجديدة. ومع ذلك، استمر مكتب البريد في استخدام اللغات الثلاث على الطوابع حتى نهاية العام.
اعتبارًا من أغسطس 1986، تم تقديم عدد من الخدمات الخاصة داخل البلاد. وشملت هذه الخدمات Air Express (Airex) (2 أغسطس 1986)؛ وخدمة البريد العاجل (UMS) (1 يناير 1987)؛ وخدمة الحُزم والطرود المحلية أو التوصيل السريع المحلي (LES) (22 أبريل 1987)؛ والبريد السريع الدولي (ISP) (1 سبتمبر 1986)، وخدمة البريد السريع (15 مارس 1988).
في يناير 1988، تم تقديم رموز بريدية مكونة من 5 أرقام في البلاد لتسهيل التسليم.
في 14 أغسطس 1990، أصدرت الحكومة أكبر مجموعة من السجلات الخاصة برواد الحرية. تم تصميمه من قبل سعيد أختر ‏ وتم إصداره في ثلاث أوراق من تسعة طوابع.
لتحسين وتسريع نقل وتسليم البريد الدولي، تم إنشاء مكتب جديد في إسلام آباد والذي بدأ العمل في ديسمبر 1990. وقد ساعد هذا في تخفيف الضغط على المكتب في كراتشي.
منذ عام 1991، تم تعهيد خدمة البريد السريع إلى طرف ثالث في كراتشي.

#### مؤسسة الخدمات البريدية الباكستانية
في الفترة ما بين 1 أغسطس 1992 و6 يوليو 1996، تم فصل مكتب البريد عن الوزارة وتحويله إلى شركة مستقلة. خلال هذه الفترة تم تسويق هواية جمع الطوابع لأول مرة.

#### البريد الباكستاني
في عام 2001، رفعت الحكومة أسعار البريد الداخلي الأساسية من 2 روبية إلى 4 روبيات.
في عام 2002، تم إنشاء مجلس إدارة الخدمات البريدية الباكستانية.

#### وزارة الخدمات البريدية
في 3 نوفمبر 2008، تم وضع الإدارة تحت إدارة البريد التابعة لوزارة الخدمات البريدية التي تم إنشاؤها حديثًا. تم تعيين السيناتور إسرار الله زهري ‏ كأول وزير لها.
تم إصدار أول طابع بريدي في ظل الوزارة الجديدة في 10 ديسمبر 2008، تكريمًا لمنح جائزة الأمم المتحدة لحقوق الإنسان لبينظير بوتو.
في نوفمبر 2009، رفعت الحكومة مرة أخرى الحد الأدنى للرسوم البريدية بنسبة 100% إلى 8 روبيات. لتحسين الخدمات، نفذت هيئة البريد خطة لإنشاء 100 مركز سريع في جميع أنحاء البلاد بحلول يونيو 2010. وتشمل هذه المراكز في حيدر أباد وإسلام أباد (1) وكراتشي ولاهور (6) ومولتان وبيشاور وكويتا وراولبندي (6) وسوكور، عددًا من الخدمات تحت سقف واحد.

## طوابع البريد

### طوابع ناسك
في الأول من أكتوبر عام 1947، أصدرت الحكومة طوابعها الأولى، والتي كانت من سلسلة طوابع الملك جورج السادس البريطانية الصادرة في الأربعينيات من القرن العشرين، والتي تحمل كلمة "باكستان". تُعرف هذه المجموعة باسم "طوابع ناسك" (Nasik Overprints)، نسبةً إلى المكان القريب من مومباي في الهند، حيث تم طباعتها، وتتكون هذه المجموعة من 19 طابعًا.

### طوابع نهائية

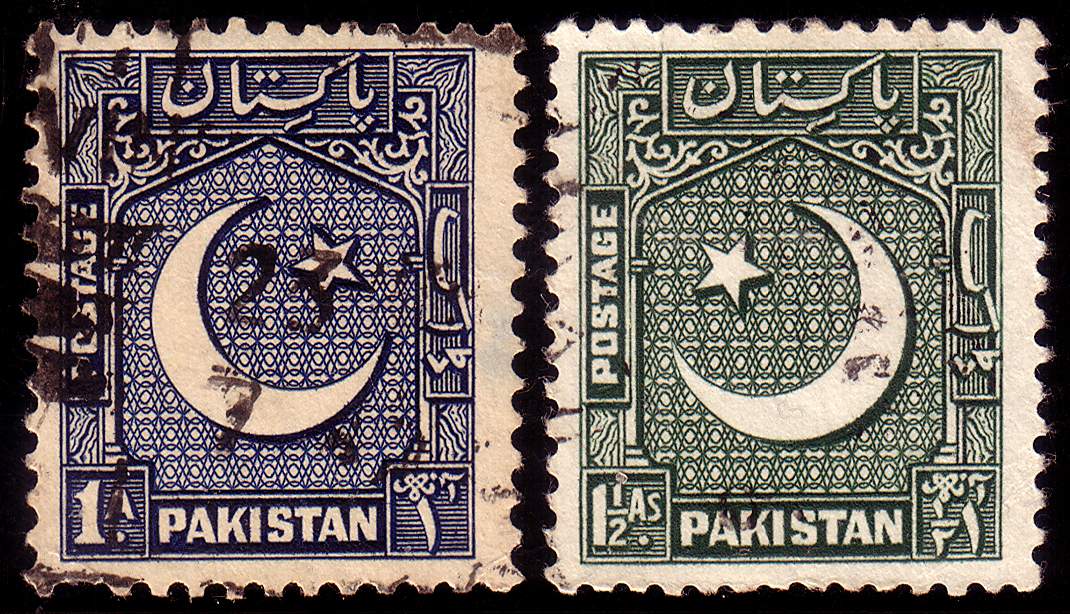
طابعان باكستانيان يعودان إلى الفترة 1948-1952

على مدى 60 سنة الماضية، تم إصدار 17 سلسلة نهائية أو منتظمة. صدرت السلسلة الأولى في 14 أغسطس 1948 وتألفت من 20 طابعًا. تضمنت هذه الطوابع ميزان العدالة (3)؛ والهلال والنجمة (3)؛ وسد لويد (سد سوكور الآن) (3)؛ ومبنى ميناء كراتشي (5)؛ ونُزُل سليم الله، وجامعة دكا (3)؛ وممر خيبر (3). قدم ميان محمود علم سوهارواردي تصميمين لهذه المجموعة: مقياس العدالة والنجمة والهلال. تم سحب هذه السلسلة، إلى جانب السلسلة المعاد رسمها لعام 1949، من البيع في 1 يناير 1961.
كانت إصدارات الذكرى السنوية للاستقلال في أعوام 1951 و1954 و1955 و1956 عبارة عن سلاسل نهائية بشكل أساسي. خلال هذه الفترة، تضمنت هذه الطوابع مسجد بادشاهي وقبر جهانكير في لاهور؛ ووادي كاغان والجبال المحيطة بغلغت؛ وحدائق الشاي وحقول الجوت ومصنع ورق كارنافولي في باكستان الشرقية (بنغلاديش حاليًا)، ومصنع نسيج وحقول قطن ومصنع غاز سوي في غرب باكستان.
كانت إصدارات يوم الجمهورية (23 مارس) في أعوام 1957 و1958 و1960 نهائية أيضًا. ومنذ ذلك الحين صدرت 10 سلاسل أخرى، كان أحدثها في عام 1998. تمت طباعة سلسلة 1978 باستخدام كل من الصمغ العربي وصمغ PVA، على الرغم من أن إصدار PVA احتوى على 17 طابعًا فقط مقارنة بـ 18 طابعًا للصمغ العربي. تضمنت هذه الطوابع منارة باكستان (3)؛ والجرارات (9 صمغ عربي، 8 صمغ PVA) ومقابر مكلي (6). من بين السلسلات الأربع الأخيرة، ثلاثة في أعوام 1989، و1994، و1998، تضم صورًا مختلفة للقائد محمد علي جناح. أما الرابع في عام 1995 تميز بتصميم هندسي.

### الطابع التذكاري الأول
صدر أول طابع تذكاري في يوليو 1948 بمناسبة الذكرى السنوية الأولى للبلاد. ثلاثة من الطوابع الأربعة تصور أماكن من غرب باكستان، بينما الطابع الرابع يصور نقشًا زخرفيًا. كانت الأماكن التي تم تمثيلها في الطوابع هي: مبنى الجمعية التأسيسية في كراتشي (1 ½ آنة)، ومطار كراتشي (2 ½ آنة) وحصن لاهور (3 آنة). كانت الطوابع تحمل عبارة "15 أغسطس 1947" بسبب الالتباس السائد حول تاريخ الاستقلال الفعلي لباكستان. ولم يتم حل هذا الالتباس إلا في أوائل عام 1949، عندما تم إعلان 14 أغسطس يوما الاستقلال. كان الفنان عبد الرحمن جغتاي ‏ من بين أول مصممي الطوابع في باكستان، حيث صمم طابعًا يحمل نقشًا بقيمة 1 روبية. بينما تم تصميم الطوابع الأخرى بواسطة رشيد الدين (1 ½ آنةو3 آنة) و محمد لطيف (2 ½ آنة). تم طباعة هذه السلسلة في لندن بواسطة شركة توماس دي لا رو حيث لم يكن لدى البلاد مطبعة خاصة بها.

### الرسوم الإضافية العشرية
في عام 1961، قررت الحكومة إدخال العملة العشرية إلى البلاد. وقد استلزم هذا الأمر فرض رسوم إضافية على الطوابع لتعكس هذا التغيير. تم اختيار ستة طوابع من إصدارات مختلفة على النحو التالي:
- طابع بريدي بقيمة 1 بيسة على 1 ½ آن من مجموعة الذكرى السنوية السابعة للاستقلال، والتي صدرت في 14 أغسطس 1954. يُصور قبر جهانكير في لاهور.
- طابع بريدي بقيمة 2 بيسة على 3 طوابع باي من السلسلة العادية الأولى ذات الهلال والنجمة المواجهتين للشمال الشرقي، صدر في 14 أغسطس 1948. يُصور موازين العدل.
- طابع بريدي بقيمة 3 بيسات على 6 طوابع باي من المجموعة النهائية لجامو وكشمير والتي صدرت في 23 مارس 1960. يُصور خريطة باكستان.
- طابع بريدي بقيمة 7 بيسات على 1 طابع آنة من مجموعة الذكرى السنوية السابعة للاستقلال، والتي صدرت في 14 أغسطس 1954. تم اختيار طابع مسجد بادشاهي، وطابع لاهور من هذه السلسلة.
- طابع بريدي بقيمة 13 بيسة على طابعي آنة من مجموعة الذكرى التاسعة للاستقلال، والتي صدرت في 14 أغسطس 1956. أظهر الطابع هلالًا ونجمة.
- طابع بريدي بقيمة 13 بيسة على طابعي آنة من المجموعة النهائية لجامو وكشمير، تم إصداره في 23 مارس 1960. يحمل الطابع البريدي خريطة لباكستان مع عدم تحديد وضع جامو وكشمير بعد.

تم تقسيم طباعة هذه الطوابع بين مطبعتين: شركة باكستان للطباعة الأمنية (PSPC) وتايم برس في كراتشي. قامت الشركة الأولى بطباعة طوابع بقيمة 2 بيسة و3 بيسة و13 بيسة، بينما قامت الشركة الثانية بطباعة طوابع بقيمة 1 بيسة و7 بيسة و13 بيسة.
استخدمت تايمز بريس في الطباعة ما يصل إلى 34 لوحة؛ 17 مقابل 1 بايسا (عادية وخدمية)، و14 مقابل 7 بيسة ،و3 لوحات مقابل 13 بيسة. استخدمت شركة باكستان للطباعة الأمنية لوحات فردية لكل فئة، مما أدى إلى ظهور تنوعات وتحولات طفيفة فقط.
كما قامت نفس المطابع بطباعة طوابع الخدمة ذات الرسوم العشرية. ومع ذلك، فهي أكثر ندرة من الطوابع العادية.
توجد مزوّرات في هذا الإصدار بأعداد كبيرة لدرجة أنها تجعل الشخص العادي يظن أن هناك أخطاء وتنوعات أكثر مما هي في الواقع. في طوابع الخدمة بفئة 2 بيسة، تشمل الأخطاء مثل كتابة "خدمة" على الجهة الأمامية، و"الرسوم الإضافية" على جانب الصمغ، وهي مزوّرات.
في طوابع 3 بيسة و13 بيسة، الأخطاء الإملائية مثل "3PASIA" أو "PAIS" 13 والتي تم إدراجها حتى في ستانلي جيبونز (شركة متخصصة في بيع الطوابع) هي مزوّرات. يوجد في فئة 7 بيسة عدد من المزورات المعروفة بما في ذلك الأحرف الحادة للغاية مع الحرف "S" الأعرض قليلاً. أما طابع 13 بيسة، فهو واحد من الإصدارات التي يصعب التحقق من وجود المزورات فيها بسبب وجود مراحل متفاوتة من التآكل.

### المواضيع والسلسلات

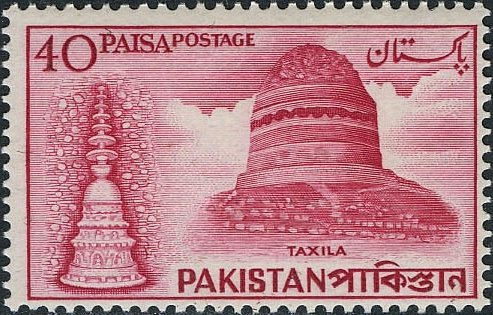
إسطبة في مدينة تاكسيلا، تم تصويرها على طابع بريدي

على مر السنين، قامت السلطات البريدية بتصوير وإحياء ذكرى وتكريم العديد من الشخصيات والمنظمات والمناسبات الوطنية والدولية، ونباتات وحيوانات البلاد، وتراثها الثقافي والتاريخي، فضلاً عن تنمية البلاد. وتشمل الموضوعات الأخرى الصحة والمؤسسات التعليمية والدين والرياضة والدفاع.
على الرغم من أنه أصبح من الشائع جدًا الآن تصوير وجه بشري على الطوابع، إلا أن هذا لم يكن الحال خلال السنوات الـ17 الأولى. فقد حاول السيد م. ح. زبيري، الضابط المتقاعد من هيئة الخدمة المدنية، الحصول على موافقة الرئيس لإصدار طوابع تحمل صورة قائد الأمة في عام 1964. ومع ذلك، تم رفض ذلك على أساس أن الناس قد لا يقبلونها. ومع ذلك، استمر في محاولاته، وكان ذلك مثمرًا عندما تم إصدار أول طابع محلي التصميم يحمل وجهًا بشريًا، وهو عبارة عن مجموعة من ثلاثة طوابع، تكريمًا للقوات المسلحة بعد حرب عام 1965. وكان أول رئيس دولة أو حكومة يتم تصويره هو الجنرال محمد أيوب خان على طوابع 1966 الخاصة بالعاصمة الجديدة إسلام آباد.
تم تصوير القائد لأول مرة في الذكرى التسعين لميلاده في عام 1966. حملت الأعداد السابقة زخارف وعبارات عن ضريحه. ومنذ ذلك الحين، صدرت طوابع عديدة تحمل صورته، بما في ذلك طوابع الذكرى الخمسين لوفاته في عام 1998، وطوابع الذكرى 125 لميلاده في عام 2001.
منذ ستينيات القرن العشرين، أصدرت الحكومة طوابع تحمل صور عدد كبير من الشخصيات المحلية والأجنبية، بما في ذلك محمد إقبال، وميرزا غالب، وكمال أتاتورك، وشاه إيران، وماريا مونتيسوري، وحكيم سعيد، ولياقت علي خان، ونصرت فتح علي خان، والسلطان تيبو، ومحمد عبد السلام. أكبر مجموعة تم إصدارها على الإطلاق تتكون من 27 طابعًا، وتصور رواد حركة تحرير باكستان (1990).
على مر السنين، تم إصدار سلاسل مختلفة بشكل دوري. لا يوجد أساس محدد لإصدارها، ويتم إصدارها وفقًا لتقدير السلطات. تتضمن السلاسل الحالية رجال الأدب والنباتات الطبية في باكستان. وشملت السلاسل الأخرى فواكه باكستان، والحرف اليدوية، وموهينجو دارو، وشعراء باكستان، والحياة البرية.

### الطابع الذهبي
في عام 1976، أصدرت السلطات طابعًا ذهبيًا بمناسبة الذكرى المئوية لميلاد محمد علي جناح. حمل كل طابع 25 ملغم من الذهب عيار 23/24، وكانت قيمته 10 روبية. تم طباعة هذه الطوابع بواسطة شركة (Cartor SA) من فرنسا، باستخدام عملية طباعة بالشاشة الحريرية الخاصة، والمعروفة بالـ "سيريغرافيا" (serigraphy). كانت هذه هي المرة الأولى التي يتم فيها استخدام هذه العملية لصنع طابع بريدي. تم أيضًا إصدار ورقة تحتوي على انطباع الطابع ووصف للحدث في الأسفل. تم توزيع 500 نسخة مطبوعة على الضيوف والشخصيات البارزة.

### الأخطاء والأصناف والمزورات والطبعات الإضافية
كان هناك خطآن مشهوران خلال الستينيات. ففي سنة 1961، تم إصدار طابع نهائي في البداية باسم الدولة مكتوبًا بشكل خاطئ باللغة البنغالية، أي "شاكيستان" بدلاً من باكستان، وتم تصحيح الخطأ وإصدار طوابع جديدة. وفي عام 1968، طبعت الحكومة طوابع تذكارية للشاعر البنغالي نذر الإسلام. ولكن سنة الميلاد كانت متأخرة بمئة عام: 1989 بدلا من 1889.على الرغم من أنه لم يتم إصدار هذه الطوابع، إلا أن بعضها وصل إلى السوق.
توجد مزورات في طوابع الضريبة العشرية الصادرة عام 1961.
بمناسبة الذكرى السنوية العاشرة للأمم المتحدة، أصدر بريد باكستان طباعة إضافية على طابعين، واحد من الإصدار السابع (1 ½ آنة) وآخر من الإصدار الثامن (12 آنة)، مع عبارة "الذكرى العاشرة للأمم المتحدة 24.10.55" باللون الأزرق.
توجد أصناف من أنواع مختلفة في العديد من القضايا المختلفة. تعد الاختلافات في العلامة المائية أمرًا شائعًا. على سبيل المثال، في سلسلة الطوابع النهائية لعام 1994، كانت العلامة المائية المقلوبة (5 روبية، و10 روبية، و12 روبية، و15 روبية) والعلامة المائية الجانبية (10 روبية، و15 روبية، و20 روبية) معروفة.

### الطوابع المسحوبة والتي لم تصدر
في عام 1976، صمّمت مكاتب البريد طوابع تزامنًا مع افتتاح مسجد الملك فيصل في إسلام آباد. ومع ذلك، لم يتم إصدار هذه الطوابع رسميًا، لكنها تمكنت من الوصول إلى السوق.
في عام 2007، أُصدر الطوبع، لكن تم سحب طابع تذكاري بمناسبة الذكرى الأولى للاجتماع الثالث لهيئات البريد في منظمة التعاون الاقتصادي (ECO) الذي عُقد في تركيا. وقد سُحب الطابع لأنه لم يكن يحمل اسم البلد.

### الإصدارات المشتركة
مرتين خلال الستينيات، ثم سنويًا في السبعينيات، أصدرت باكستان طوابع مشتركة مع تركيا وإيران لإحياء ذكرى منظمة التعاون الإقليمي من أجل التنمية. وقد جسّدت هذه الطوابع جوانب مختلفة من الدول الثلاث، بما في ذلك اللوحات الفنية، والمناظر الطبيعية، والشخصيات، والحرف اليدوية، والمساجد. بين عامي 1977 و1994، أصدرت باكستان خمس طوابع مشتركة مع إندونيسيا في إطار منظمة التعاون الاقتصادي والثقافي الإندونيسية الباكستانية. وفي عام 1995، أصدرت طابعًا مشتركًا مع تركيا بمناسبة انعقاد مؤتمر البرلمانيات. وفي عام 1997، تم تكريم جلال الدين الرومي ومحمد إقبال بطابع مشترك مع إيران.
على الصعيد السياسي، تعاونت باكستان في عام 2002 مع قيرغيزستان لإصدار طابع بمناسبة الذكرى العاشرة للعلاقات الدبلوماسية بين البلدين. وفي عام 2004، أصدرت الدول الأعضاء في اتحاد البريد الأوراسي (2001)، وهي أذربيجان، وجمهورية شمال قبرص التركية، وباكستان، وتركيا، طوابع مشتركة حول طريق الحرير.

### أوراق الطوابع التذكارية
تم إصدار أول ورقة طوابع تذكارية بمناسبة يوم الاتحاد البريدي العالمي في 9 أكتوبر 1971. وكانت غير مثقوبة بقيمة 70 بيزة. لم يتم إصدار أي نشرات أو أغلفة اليوم الأول، وتم طباعة 10,000 طابعا فقط.
على مر السنين، تم إصدار أوراق تذكارية أخرى، منها أوراق مثقبة وغير مثقبة. وتشمل هذه الإصدارات الذكرى 2500 للإمبراطورية الإيرانية (1971)، والذكرى الخمسين لوفاة القائد محمد علي جناح (1998)، والذكرى الخمسين لأول صعود إلى قمة كي 2 (2004).
في عام 2005، أصدر بريد باكستان ورقة تذكارية لجمع التبرعات لضحايا زلزال 2005. تضمنت الورقة 8 طوابع بقيمة 4 روبية لكل منها، في حين تم بيع الورقة الكاملة بسعر 100 روبية، وكان المبلغ بالكامل مخصصًا لصندوق الرئيس. ومع ذلك، كانت الورقة التذكارية صالحة أيضًا للاستخدام البريدي ولكن بقيمة 32 روبية فقط. لم تمنحها إدارة البريد رقم إصدار رسمي، ولكن الكتالوغات صنّفتها كإصدار. وفي عام 2009، تم إصدار ورقة مماثلة لجمع التبرعات لصالح صندوق رئيس الوزراء لإغاثة لاجئي سوات، وبيعت أيضًا بسعر 100 روبية، رغم أن الطوابع التي تحتويها كانت بقيمة 40 روبية فقط.
في عام 2008، تم إصدار ثلاث أوراق تذكارية: الأولى في الذكرى الـ 29 لموت ذو الفقار علي بوتو في أبريل، حيث ظهرت فيها ابنته بينظير بوتو، التي تم اغتيالها في ديسمبر 2007. والثانية بمناسبة عيد ميلاد بينظير بوتو، والثالثة في ذكرى وفاتها.
في 9 نوفمبر 2024، أصدر بريد باكستان ورقة تذكارية تكريمية للدكتور جاويد إقبال. وكان هذا الإصدار مميزًا ليس فقط لأنه احتفى بإرث الدكتور جاويد إقبال، ولكن أيضًا لأنه كان أول مرة يتم فيها إدراج رمز QR في ورقة تذكارية من قبل بريد باكستان. وقد كان التصميم المبتكر لهذه الورقة من إبداع المصممين أبو عبيدة عياض وحسنين محمود، اللذين تعاونا لإنتاج طوابع مميزة تكريماً للدكتور جاويد إقبال.
في خطوة غير مسبوقة، كشف بريد باكستان عن ورقة تذكارية ذات شكل مثلث في يوم الجبل (11 ديسمبر 2024). وقد كان هذا التصميم الإبداعي، الأول من نوعه في باكستان، من إبداع المصممين أبو عبيدة عياض وعبد الله شمس، مما جعل عبد الله شمس أصغر مصمم باكستاني يبتكر ورقة تذكارية لبريد باكستان.

### كتيبات طوابع البريد
حتى الآن، أصدرت باكستان أربعة كتيبات فقط، وكان الإصدار العادي الوحيد في عام 1956. أما الثلاثة الأخرى، فقد صدرت لمعارض الطوابع في التسعينيات. صدر أول كتيب في 23 مارس 1956، وكان أيضًا المرة الوحيدة التي قامت فيها شركة خاصة، وهي (Atco Industries) (المُصنِّعة لبطاريات Alladin)، برعاية كتيب. احتوى على 24 طابعًا بفئتين، 6 باي و1½ آنة، من إصدار الذكرى السابعة لعام 1954. تم فصل كل جزء من الطوابع بأوراق زبدة. كان سعر الكتيب روبية واحدة و8 آنات، وطُبع منه 10,000 نسخة.
أما الكتيب الثاني، فقد طُرح بكمية تتراوح بين 500 و600 نسخة، وتم بيعه فقط خلال الندوة الوطنية حول علم الطوابع التي أُقيمت في ملتان عام 1992. احتوى على فئتين من إصدار محمد علي جناح لعام 1989 مع طباعة إضافية باللون الرمادي الفاتح تحمل عبارة (ندوة وطنية حول هواية الطوابع، ملتان 1992). استُخدم ورق ذو علامة مائية، وطُبع باستخدام الطباعة الحجرية للإطارات، والحفر العميق للمركز. كما استُخدم صمغ PVA، وكانت التخريمات 13C. سُعر الكتيب بـ 20 روبية رغم أن قيمة الطوابع بداخله كانت 18 روبية.
صدر الكتيب الثالث لمعرض طوابع في بيشاور بكمية 8,500 نسخة، وتم بيعه عبر مكاتب الطوابع البريدية في جميع أنحاء البلاد. نُظم هذا المعرض من قبل جمعية طوابع بيشاور. صدر في 20 يناير 1993، وتم استخدام ثلاث قيم من إصدار الطوابع التذكارية للقلع، وتم طباعة 18 طابعًا من كل قيمة. كان سعره 30 روبية، أي أكثر بـ 3 روبيات من قيمة الطوابع بداخله. لم تكن هناك علامة مائية، وكانت التخريمات 11C، كما استُخدم كل من صمغ PVA، والصمغ العربي.
أما الكتيب الرابع والأخير، فقد صدر في 1 فبراير 1994، واحتوى على طابع بقيمة روبية واحدة يصور قصر وزير ‏، مسقط رأس محمد علي جناح. تم طباعة 10,000 نسخة، ولكن نظرًا لوجود عيوب، أُعيدت العديد منها، مما أدى إلى انخفاض العدد الفعلي المباع بشكل كبير.

### اللغات
عند إصدار الطوابع لأول مرة، كان اسم البلد يظهر بلغتين هما الإنجليزية والأردية. ولم تظهر اللغة البنغالية، التي كانت اللغة الأولى لأكثر من نصف السكان، على الطوابع حتى عام 1956. أول مجموعة طوابع كانت بمثابة ذكرى مناسبة للدورة الأولى للجمعية الوطنية في الجناح الشرقي. ومنذ ذلك الحين وحتى عام 1973 عندما اعترفت باكستان رسميًا ببنغلاديش، كانت ثلاث لغات تظهر على طوابع البلاد. بعد عام 1973، تم الرجوع لاستخدام الأردية والإنجليزية فقط.

### أغلفة اليوم الأول
على الرغم من أن باكستان بدأت في إصدار أختام اليوم الأول مع طوابعها الأولى، إلا أن هذا لم يكن الحال مع الأغلفة. في البداية، كان جامعو الطوابع يصنعون أغلفتهم الخاصة ويأخذونها إلى مكتب البريد ليتم ختمها. لكن هذا تغير في عام 1961 عندما تم إصدار الأغلفة الرسمية. قبل ذلك، تم إصدار غلاف واحد رسمي بمناسبة الذكرى المئوية لإصدار طوابع "سيندي داوك".

### المجلدات السنوية والخاصة
في وقت سابق، كانت المجلدات السنوية التي تحتوي على إصدارات السنة بأكملها تُعد وتُباع في جميع أنحاء البلاد للترويج لهواية جمع الطوابع. ومع ذلك، تم تعليق هذه الممارسة في الآونة الأخيرة.
في عام 1989، أصدرت بريد باكستان مُجلّدًا خاصًا خلال المعرض البريدي الدولي الذي أُقيم في الهند عام 1989. كان يتكون من ورقة واحدة تحتوي على خمسة تصاميم طوابع من أولمبياد لوس أنجلوس. كان الغلاف يحمل شعار البريد وجملة (طوابع تذكارية لأولمبياد لوس أنجلوس). تم بيع كمية من 250 مُجلّدًا بسعرها الاسمي 150 روبية. وتم تداولها لاحقًا بسعر 2000 روبية.

## الطباعة

### المصممون وتصميم الطوابع
يرجع تصميم أول مجموعة تذكارية إلى كل من عبد الرحمن جغتاي ورشيد الدين ومحمد لطيف، وقد صدر في يوليو 1948. ومنذ ذلك الحين، قام العديد من الأشخاص الآخرين بتصميم الطوابع للبلاد، بما في ذلك بعض الفنانين المعروفين. من بين هؤلاء الفنانين هناك سعيد أختر، وبشير مرزا، وأسكري ميان إيراني، وجيمي إنجينير، وزهور الأخلاق. ومن بين المصممين الآخرين نغيت سعيد، وسليم الدين غوري، وزاهد شاه، وطلات سلطانة، ومكوي. وهناك مصمم باكستاني مشهور هو عادل صلاح الدين، الذي قام بتصميم أكثر من 350 طابعًا لبلاده خلال فترة 40 عامًا تقريبًا كمصمم رسمي.
تم تصميم معظم الطوابع من قبل مصممين محليين. ومع ذلك، تم استخدام صور فوتوغرافية أيضًا للطوابع مثل طابع لويس باستور (1995)، وطابع طائر الكركي السيبيري (1993). قدمت بعض المنظمات المرتبطة بإصدار الطوابع تصميماتها الخاصة. وشملت هذه المنظمات جمعية تنظيم الأسرة في باكستان، وكلية كينارد للبنات في لاهور، والبنك التجاري الإسلامي، ويونيسيف باكستان. بالنسبة لمجموعة يوم القوات الجوية لعام 1987، تم استخدام لوحة رسمها القائد الجوي مسعود لتصميم الطوابع النهائية. تم تصميم طابع الشاعر فيض أحمد فيض في عام 1997 باستخدام صورة فوتوغرافية.
في 23 يوليو 2024، أصدرت باكستان أول طوابع مصممة بمساعدة الذكاء الاصطناعي من قبل أبو عبيدة عياش وحسنين محمود. جعل هذا الإصدار باكستان ثاني دولة في آسيا تصدر طوابع مصممة بمساعدة الذكاء الاصطناعي بعد الإمارات العربية المتحدة. أبو عبيدة عياش هو أيضًا أصغر مصمم طوابع باكستاني.

### الغراء والورق
منذ عام 1968 وحتى حوالي عام 2003، تم استخدام الورق الذي يتم تصنيعه في مطبعة باكستان للأوراق الأمنية في كراتشي لطباعة الطوابع. كما كان الحبر المستخدم يتم تصنيعه في نفس المكان. ومع نهاية عام 2003، بدأ استخدام الورق المصنع من قبل شركة توليس راسل كواترز (Tullis Russell Coaters) في المملكة المتحدة، واستمر ذلك حتى العام التالي. في بداية عام 2005، تم استخدام الورق المستورد من شانغهاي كايلوم للورق (Shanghai Kailum Paper) المحدودة في الصين حتى منتصف عام 2006، باستثناء بعض الإصدارات. منذ ذلك الحين، تم استخدام الورق المصنع في مطبعة الأوراق الأمنية في كراتشي.

### العمليات
تستخدم مطبعة باكستان للأوراق الأمنية ثلاث عمليات في إنتاج الطوابع. هذه العمليات هي: الحفر العميق (recess)، والطباعة الفوتوغرافية، والطباعة الحجرية. الطوابع ذات القيم العالية والمتوسطة يتم طباعتها باستخدام طريقة الحفر، وكذلك الطوابع الخاصة. ومع ذلك، يجب منح فترة زمنية تتراوح بين 10 إلى 12 شهراً لإنتاجها. أما الطوابع الخاصة التي تحتوي على مجموعة واسعة من الألوان، فتم طباعتها باستخدام طريقة الطباعة الفوتوغرافية. أما الطوابع ذات التصميمات الأبسط، سواء كانت تذكارية أو تعريفية، فهي تُطبع باستخدام الطباعة الحجرية.

### العلامات المائية
تم استخدام الورق المطبوع بعلامة مائية لأول مرة في إصدار الطابع التذكاري لعام 1963 لمسجد سونا. كانت العلامة المائية تتكون من هلال ونجمة. ومنذ عام 1993، تم استخدامها أيضًا في بعض الإصدارات التذكارية. بالإضافة إلى العلامات المائية العادية، توجد أيضًا علامات مائية مقلوبة ومعكوسة.

### طبع الطوابع
نظرًا لعدم وجود مطبعة محلية، تم طباعة أول طوابع لباكستان بواسطة شركة دو لا رو في لندن. في عام 1949، تم إنشاء "مؤسسة طباعة الأوراق المالية الباكستانية" في مالير هالت، كراتشي. وكانت أول مجموعة تم طبعها بالكامل بواسطة هذه المطبعة هي مجموعة الذكرى السابعة لعام 1954. منذ ذلك الحين وحتى منتصف عام 2003، كانت المطبوعة مسؤولة عن طباعة معظم الطوابع التي أُصدرت في البلاد. في عام 2003، بدأت طباعة الطوابع في "مطبعة مؤسسة البريد الباكستاني" (قسم الأمن) في كراتشي بدءًا من إصدار "سنة فاطمة جناح". ومع ذلك، لم تستمر هذه التغييرات طويلاً، حيث تم العودة إلى المطبعة السابقة في عام 2006. وقد تم طباعة بعض الطوابع الباكستانية أيضًا بواسطة مطابع أجنبية مثل كارتور (Cartor) في باريس، وكورفويزييه (Courvoisier) في سويسرا، وهاريسونز (Harrisons) في لندن، وسيكورا (Secura) في سنغفورة.

## العلامات البريدية
على الرغم من وجود ختم بريدي تشير إلى إصدار طوابع ناسيك (1947)، إلا أن أول طابع بريد خاص (تصويري) في باكستان كان الذي تم إصداره في 9 يوليو 1948. كان التصميم بسيطًا، حيث يتضمن نجمة فوق هلال داخل دائرة وكلمة "باكستان" مكتوبة باللغتين الأردية والإنجليزية. ومع مرور الوقت، أصبحت هذه الطوابع أكثر تفصيلاً وتعقيدًا.

### علامات البريد الشعاراتية
أُصدرت أول علامة بريدية شعاراتية بمناسبة تأسيس الدولة. وكانت الكلمات بسيطة، إذ كُتب عليها "تحيا باكستان" باللغتين الإنجليزية (Pakistan Zindabad) والأردية (پاکِستان زِندہ‌باد). بعض الأمثلة على هذا النوع من الشعارات استمرت حتى خمس سنوات بعد الاستقلال. كانت الشعارات الأولى تعكس أولويات الحكومة مثل "تعلم وعلّم" باللغة الأردية، والشعار المزدوج "رعاية المنتجات الباكستانية" (بالإنجليزية)، و"استخدم المنتجات الباكستانية" (بالأردية)، و"ساهم في صندوق تذكاري للقائد الأعظم". في وقت لاحق، تم إصدار شعارات تتعلق بمجموعة واسعة من المواضيع مثل مكافحة مرض السل (1963)، والتعداد السكاني (1961)، وبطاقة الهوية الوطنية (1973) وتنظيم الأسرة (1980). تم إصدار هذه الطوابع باللغات الثلاث: البنغالية والأردية والإنجليزية، على الرغم من أن جميع الطوابع لم تصدر بكل هذه اللغات.

### العلامات البريدية الخاصة
على الرغم من تراجعها قليلاً، إلا أن الطوابع البريدية الخاصة تُستخدم أيضًا. وعلى مر السنين، كانت هذه الطوابع تُخلد ذكرى أحداث مثل الزيارات الرسمية التي قام بها الملك سعود، ملك السعودية (1954)، والملكة إليزابيث الثانية (1961)، ومعارض الطوابع (1968، 1998، 2003، 2008، 2009، 2010)، وإقامة مباريات الكريكيت (2004)، والعروض الوطنية للخيول والماشية (1964، 1965). وتشمل الطوابع البريدية الخاصة أيضًا حملة رعاية الأم والطفل (1961)، والكشافة (1953)، ومؤتمر منظمة معاهدة جنوب شرق آسيا (1956)، ومنح هلال الاستقلال لمدن سرغودها ولاهور وسيالكوت (1965)، ويوم البريد العالمي (2009).

### علامات العدادات
أصبحت علامات العدادات (Metermarks)، التي تُقدم إلى شركات البريد بالجملة، أكثر بروزًا في السنوات الأخيرة، ومعظمها يأتي مع شعار يروج للكيان. ولا يقتصر استخدامها على أي نوع معين من الكيانات، بل يشمل البعثات الدبلوماسية والشركات المتعددة الجنسيات وناشري الكتب ومجموعات الإعلام والنوادي والبنوك والمنظمات الحكومية والمنظمات غير الحكومية.

## القرطاسية البريدية
إلى جانب الطوابع والأوراق التذكارية، تقوم مصلحة البريد أيضًا بطباعة القرطاسية البريدية. يشمل ذلك الأظرف المطبوع عليها طوابع مسبقة، والرسائل الجوية المظروفة، وبطاقات البريد، وأظرف خدمة البريد العاجل، والأظرف المسجلة.

### الأظرف المطبوع عليها طوابع مسبقًا
تستخدم هذه الأظرف بشكل رئيسي للبريد المحلي. حتى عام 1978، كان يتم استخدام تصميم بسيط وحجم قدمه البريطانيون في التسعينات من القرن التاسع عشر. في عام 2001، تم إصدار أظرف جديدة أكبر حجماً، مطبوعة بالأوفست الليثوغرافي رباعي الألوان. وقد وفرت هذه الأظرف لمصلحة البريد والشركات التجارية فرصة للإعلان. تم إصدار أول ظرف في 1 أغسطس 2001، وكان يحتوي على صورة إقامة قائد الأمة في زيارات، بينما أظهر الجانب الخلفي مزار قائد ومسجد بادشاهي ومسجد الملك فيصل والمناطق الشمالية. كما أدرج أيضا الموقعَ الإلكتروني لدائرة السياحة، وشعار "زوروا باكستان" (Visit Pakistan).
في وقت لاحق من نفس العام، تم إصدار ثلاثة أظرف تحمل صورة "بنك حبيب زيورخ" (Habib Bank AG Zurich) التابع لشركة بيت حبيب، مع إضافة ظرف آخر في أبريل 2002. في جميع هذه الأظرف، تم طباعة شعار البنك كختم للطابع، مع رمز مكبّر على الجانب الأيسر. ومع ذلك، اختلفت الكتابة فوق الشعار من ظرف لآخر، بما في ذلك "مفتاح باكستان" (100,000 من 50) و"تقليد الخدمة" على واحد، ورموز صغيرة لتسليط الضوء على خدمات البنك في الآخر.
بعد شهر، قام بنك آخر، وهو هذه المرة البنك التجاري الإسلامي، بطباعة خمسة مظاريف تحمل إقامة القائد في زيارات كتصميم لطابعها البريدي. كما روجت هذه المظاريف لخدمات البنك، بما في ذلك شيك السفر بالروبية، وخدمة البنك على مدار 24 ساعة عبر أجهزة الصراف الآلي.
تم اكتشاف خطأ في الظرف التالي الذي صدر في يونيو 2002، حيث كان الظرف أصغر حجمًا (200 مم × 92 مم) وكان يحتوي أيضًا على أربعة معالم بارزة في البلاد، لكن تم إدراج اسم حصن لاهور بشكل خاطئ تحت مسمى "القلعة الحمراء". تم تصحيح هذا الخطأ بسرعة، وأُعيد إصدار مظاريف جديدة بالنص الصحيح في يوليو 2002. ومع ذلك، لم يستمر هذا التقليص في الحجم طويلًا، ففي أكتوبر 2002، زاد حجمه إلى (222 مم × 96 مم) مع إصدار ظرف جديد يحمل العلم الوطني فوق المباني. وُجدت نسخة نادرة من هذا الظرف حيث يظهر فيه العلم مطويًا، على عكس الإصدارات اللاحقة التي أظهرته مرفرفًا.
إلى جانب البنكين في عام 2001، قامت أيضًا شركتان نفطيتان، وهما شركة النفط الباكستانية وشركة المصفاة الباكستانية العربية، بإصدار مظاريف تحمل إعلاناتهما. كما استخدمت مجموعة بحريه تاون (Bahria Town) العقارية هذه المظاريف للإعلان عن مشروعاتها في عام 2005. منذ ذلك الحين، تضمنت التصميمات الأخرى السيد أحمد خان، وفاطمة جناح (2003)، والذكرى الخمسون لأول صعود لقمة كي 2 (2004)، وإعادة إعمار المناطق المتضررة من زلزال (2005). عادةً ما يتم توفير هذه المظاريف بسعر يعادل تكلفة البريد، ولكن بعض الإصدارات، مثل ظرف اليوبيل الذهبي لقرار باكستان (1990)، تضمنت رسومًا إضافية على الورق بقيمة 25 بيسة.

### أظرف خدمات مصلحة البريد
في السنوات الأخيرة، تم طباعة أظرف خاصة لبعض خدمات مصلحة البريد المختلفة. وتشمل هذه الأظرف، ظرف باللون الأزرق الفاتح بقيمة 12 روبية لخدمة البريد العاجل، وظرف أصفر بقيمة 25 روبية لخدمة أيركس. يحتوي الأخير على بعض المعالم الشهيرة في البلاد. ويحمل كِلا الظرفين رسومًا إضافية قدرها 1 روبية.

### الرسائل الجوية المظروفة/رسائل البريد الجوي
أصدرت باكستان خمسة أنواع مختلفة من الرسائل الجوية المظروفة (أيروغرام) ورسائل البريد الجوي. هذه الأنواع مخصصة لـ: الاستخدام العام، والاستخدام الرسمي، واستخدام القوات المسلحة/الجيش، وأسرى الحرب، وأيروغرامات الصيغ (formulae aerogrammes). كانت أول رسالة بريد جوي باكستانية عبارة عن طابع "باكستان" مطبوع فوق طابع بريطاني من الهند (6 آنة) في إصدار عام 1946 للملك جورج السادس. ومنذ ذلك الحين، تم إصدار هذه الرسائل بأشكال مختلفة ومتوافقة مع زيادة أسعار البريد. كانت اللغات المستخدمة عليها هي البنغالية والأردية والإنجليزية. في أواخر الستينيات، تم تقديم الأيروغرامات التصويرية (pictorial aerogrammes)، حيث كانت الجوانب الأمامية مطبوعة بصورة موقع موهينجو دارو (قيمة 2 روبية)، و بوابة حصن لاهور (قيمة 0.50 روبية).
شهدت حرب عام 1971 إصدار أيروغرامين خاصين. كان الأول مخصصًا للاستخدام العام، ويصور يدًا خلف سلك شائك لتمثيل أسرى الحرب المحتجزين في الهند. أما الثاني، فقد تم إصداره بأسعار مخفضة لاستخدامها في إرسال البريد إلى أسرى الحرب. في عام 1982، تم إصدار أيروغرامين خاصين. كانا طبعة ذهبية على أيروغرامات بقيمة 2 روبية، وتم إصدارهما للاحتفال بـ معرض الطوابع الدولي، فيليكسفرانس و معرض الطوابع الدولي، ريتشوني، إيطاليا. في عام 1990، تم إصدار أيروغرام خاص للاحتفال باليوبيل الذهبي لقرار باكستان الذي تم تمريره في لاهور عام 1940، حيث استخدم مكتب البريد أيروغرامًا خاصًا يظهر القائد محمد علي جناح.
تم إصدار ثلاث أيروغرامات لاستخدام القوات المسلحة. كان اثنان منها متطابقين باستثناء العلامة المائية. وكانت نفس الرسالة "للاستخدام من قبل القوات المسلحة" مكتوبة بالأردية على الأيروغرامات.

### بطاقات البريد
تم إصدار أولى بطاقات البريد التصويرية في 10 أغسطس 1967، والتي تضمنت أربعة تصميمات تظهر: بوذا، وصناعة صغيرة، ومشهد قارب من شرق باكستان (التي أصبحت الآن بنغلاديش)، و سد في غرب باكستان. كانت هذه البطاقات بقيمة 30 بيسة وتحمل صورة ظلية لحمامة طائرة. بعد حوالي 8 أشهر، في مايو 1968، تم إصدار مجموعة ثانية من 4 بطاقات. في عام 2001، تعاون مكتب البريد مع منظمي ألعاب جنوب آسيا (SAF) التي كانت مقررة في إسلام آباد في ذلك العام، لإصدار بطاقات بريدية بقيمة 10 روبية. بالإضافة إلى صلاحيتها للبريد، كانت هذه البطاقات تمنح المشتري فرصة الدخول في سحب يانصيب. في عام 2009، أعادت الحكومة إصدار بطاقة بريدية بقيمة روبية واحدة تحمل صورة حصن لاهور مع رسوم بريدية إضافية بقيمة روبية واحدة.

## جمع الطوابع الباكستانية
في باكستان، لا يتم إصدار برامج الطوابع مسبقًا. في السابق، كان جامعو الطوابع يمكنهم الاعتماد تقريبًا على إصدار الطوابع في تاريخين على الأقل: 23 مارس و 14 أغسطس. لكن، في السنوات الأخيرة، أصبح إصدار طوابع 23 مارس أقل تواترًا. كما يختلف عدد الطوابع التي تُصدر سنويًا. ومع ذلك، بغض النظر عن عدد الإصدارات، نادرًا ما يتجاوز إجمالي تكلفتها 300 روبية (حوالي 5 دولارات أمريكية). بالإضافة إلى الطوابع البريدية والأوراق التذكارية، يبيع مكتب البريد أيضًا أغلفة اليوم الأول و النشرات التي تحتوي على طوابع أو بدونها، وكذلك القرطاسية البريدية. في السابق، لم يكن مكتب البريد يستخدم أي نظام ترقيم محدد، ولكن الأمر تغير عندما بدأوا في استخدام نظام بسيط نسبيًا على منشوراتهم: (xxxx – y) حيث أن xxxx هو السنة و y هو رقم الإصدار في تلك السنة. جميع الكتالوغات الرئيسية تتضمن الطوابع الباكستانية. هناك كتالوغات محلية محدثة متوفرة، كل منها يستخدم نظام الترقيم الخاص به.

## التسلسل الزمني للطوابع الباكستانية
- 1947 – أول طوابع رسمية[59]
- 1948 – أول طوابع تذكارية[59]
- 1955 – أول طابع ثنائي اللون
- 1955 – أول طوابع إضافية (طوابع تم طباعتها فوق طوابع أخرى)
- 1956 – أول إصدار ثلاثي اللغة
- 1962 – أول بريد جوي[59]
- 1965 – أول طابع يظهر وجه إنسان
- 1990 – أكبر مجموعة تم إصدارها (رواد الحرية)

## الجمعيات الطوابعية
داخل باكستان:
- الجمعية المواضيعية الباكستانية، كراتشي
- جمعية العلامة إقبال للطوابع، لاهور (بالإنجليزية)
- اتحاد الطوابع الباكستاني، كراتشي
- جمعية الطوابع في فيصل آباد
- جمعية الطوابع الكشفية الباكستانية
- جمعية الطوابع في بيشاور (بالإنجليزية)
- جمعية الطوابع الباكستانية، كراتشي (بالإنجليزية)

خارج باكستان:
- دائرة الدراسات الباكستانية، المملكة المتحدة

## للاستزادة

### كتب
- Ahmed, Syed Riaz., (1972) 25 years of Philately in Pakistan, published by Oriental Philatelic International, Karachi, Pakistan.
- Ahmed, Syed Riaz., (2014) 25 years of Philately in Pakistan, revised 2nd edition, published from Georgia, USA.
- Balgamwala, Arif, "Pakistan" Overprints 1947–1949.
- Isani, U.A., (1974) Pakistan Overprints on Indian Stamps 1948–49, revised 2nd edition.
- Martin, D.R., (1959) Pakistan Overprints on Indian Stamps 1948–49, 1st edition.
- Zahedi, Mahbub Jamal (1997) Fifty Years of Pakistan Stamps, Sanaa Publications, Karachi, Pakistan.
- Kodwavwala Muhammad Rizwan Postmarks of Pakistan 1947–2001, Karachi-Pakistan

### فهارس
- The Most Comprehensive Colour Catalogue Pakistan Postage Stamps 2008–2009 12th edition, M. I. Choudhary, Lahore, Pakistan, 2008.
- Pakistan Postage Stamps Catalogue 1975, Akhtar ul Islam Siddiqui, Faisalabad, Pakistan.
- Pakistan Postage Stamp Catalogue, Akhtar ul Islam Siddiqui, Faisalabad, Pakistan. Editions: 1977, 1978, 1979, 1980, 1981
- Collect Pakistan Postage Stamps, Siddiqui Catalogue, Akhtar ul Islam Siddiqui, Faisalabad, Pakistan.
- Popular's Pakistan Postage Stamps Catalogue, 6th edition, Popular Enterprises, Lahore 2006. Other editions: 1st, 2nd, 3rd, 4th, 5th
- Sidhwa's Catalogue, Pakistan stamps, errors & varieties, 1947–78, Rustam S Sidhwa, Kermin, Lahore 1978.
- Special Postmarks of Pakistan 1947–2001, Dr. Munaf Billoo and M. Rizwan Kodwavwala, Karachi, 2002.
- Stamp Catalogue Bangladesh, Pakistan and Sri Lanka, 1st edition, Stanley Gibbons Ltd, UK, 2005.

### تذكارات المعارض
- Kurrachee 2012 held at Expo Centre, Karachi, 2012
- Kurrachee 2011 held at Expo Centre, Karachi, 2011
- Pakistan 2010 held at Expo Centre, Karachi, 2010
- Kurrachee 2010 held at Expo Centre, Karachi, 2010
- Pakistan 2009 held at Expo Centre, Karachi, 2009
- Pakistan 2008 held at Expo Centre, Karachi, 2009
- Kurrachee 2008 held at Expo Centre, Karachi, 2008
- Pakistan 2007 held at Expo Centre, Karachi, 2008
- Pakistan 2003 held at Arts Council, Karachi, 2003
- NCA and Stamp Design, held at French Centre, Lahore, 2000

### المجلات
- Monthly "Universal Post" Karachi Vol.1 No.6, 2011
- Bi Monthly The Stamp Collector, Peshawar Stamp Society Vol. Nos.....................
- Monthly Stamp Times, Karachi Vol. 1 Nos 1, 2–3 & 4, 2001
- Monthly Stamp Times, Karachi Vol. 1 No 12, 2002
- Stamp Times, Karachi Vol. 8 No, 2008

### منشورات البريد الباكستاني
- Pakistan Postage Stamps, 1st edition, Pakistan Post Office, Government of Pakistan, Karachi, 1960.
- Pakistan Postage Stamps, 2nd edition, Pakistan Post Office, Government of Pakistan, Karachi, 1969.
- Pakistan Postage Stamps 1961–62, Pakistan Post Office, Government of Pakistan, Karachi.
- Pakistan Postage Stamps 1963, Pakistan Post Office, Government of Pakistan, Karachi.
- Pakistan Postage Stamps 1964, Pakistan Post Office, Government of Pakistan, Karachi.
- Pakistan Postage Stamps 1965, Pakistan Post Office, Government of Pakistan, Karachi.
- Pakistan Postage Stamps 1966, Pakistan Post Office, Government of Pakistan, Karachi.
- Pakistan Postage Stamps 1967–70, Pakistan Post Office, Government of Pakistan, Karachi.
- Pakistan Postage Stamps 1975–76, Pakistan Post Office, Government of Pakistan, Karachi.
- Collecting Pakistan Postage Stamps 1992–1993, Postal Services Corporation, Islamabad.
- Leaflets issued with each stamp issue.
- Pak Post, vol 1 – 8, 1991 to 1998, Pakistan Post Office, Government of Pakistan, Islamabad.

## روابط خارجية
- الموقع الرسمي لبريد باكستان (بالإنجليزية)
- طوابع بريد باكستان (بالإنجليزية)
- اتحاد الطوابع البريدية الباكستاني (بالإنجليزية)
- المورد الطوابعي الباكستاني (بالإنجليزية)
- طوابع باكستان (أرشيف الطوابع) (بالإنجليزية)
- جمعية الطوابع الباكستانية (بالإنجليزية)
- تفاصيل عن تاريخ الطوابع في باكستان (بالإنجليزية)
- جمعية بيشاو للطوابع (بالإنجليزية)